# Cirrhilabrus wakanda
Cirrhilabrus wakanda es una especie de pez del Océano Índico Occidental. La especie comparte una combinación de caracteres que incluyen aletas pélvicas cortas y aletas anal y dorsal sin marcar. Fue recolectado por primera vez en la costa de Zanzíbar, Tanzania a profundidades de más de sesenta metros por científicos de la Academia de Ciencias de California. Habita en arrecifes de coral.

## Descripción
El pez mide seis centímetros de largo. El cuerpo es moderadamente alargado y comprimido. Los machos tienen cabezas amarillas, con cuerpos morados y azules. Las hembras y los juveniles son muy similares. Ambos sexos tienen un par de franjas faciales prominentes por encima y por debajo de la órbita. 

## Comparación de especies
En comparación con otras especies del género, los datos de la secuencia mitocondrial sugieren que Cirrhilabrus wakanda está muy relacionado con C. rubrisquamis con una diferencia del 0,6 % en el COI mitocondrial, C. blatteus con una diferencia del 1,9 % en el COI y C. sanguineus con una diferencia del 1,5 % en el COI. Estas diferencias mínimas en los datos de secuencia dentro de las especies familiares estrechamente relacionadas no son raras en Cirrhilabrus.